# Teorema de la gràfica tancada
En matemàtiques, concretament en anàlisi funcional, el teorema de la gràfica tancada
és un dels resultats bàsics. El seu enunciat és el següent:
Si {\displaystyle X} i {\displaystyle Y}són espais de Banach i {\displaystyle T:X\to Y} és un operador lineal, aleshores {\displaystyle T} és continu si i sols si la seva gràfica {\displaystyle G(T)=\{(x,y)\in X\times Y;y=Tx\}} és un subconjunt tancat de {\displaystyle X\times Y}, amb la topologia producte.
La demostració habitual es basa en el teorema de l'aplicació oberta.
Per definició, els operadors que tenen gràfica tancada reben el nom d'operadors tancats. A causa del teorema de la gràfica tancada, aquesta definició només és rellevant quan l'operador {\displaystyle T} només està definit en un subespai {\displaystyle D(T)\subset X}, que rep el nom de domini de {\displaystyle T}. Un exemple molt típic seria l'operador derivada, amb {\displaystyle X=Y={\mathcal {C}}[a,b]}, que és tancat, però que {\displaystyle D(T)={\mathcal {C}}^{1}[a,b]}. Si no hi ha confusió, de vegades aquests operadors s'anomenen tancats no fitats.